# Ryō Hirohashi
Ryō Hirohashi (jap. 広橋 涼, Hirohashi Ryō; * 5. August 1977 in Nagaoka) ist eine japanische Synchronsprecherin.

## Leben
Ryō Hirohashi studierte an der Ryūkoku-Universität in Fukakusa-Tsukamotochō. Zurzeit arbeitet sie als Synchronsprecherin für die japanische Talent-Agentur Aoni Production.

## Synchronrollen
- 2002: Haibane Renmei (灰羽連盟)
- 2002: Ai Yori Aoshi (藍より青し)
- 2003: Sonic X (ソニックX, Sonikku Ekkusu)
- 2003: Uchū no Stellvia (宇宙のステルヴィア)
- 2004: Sgt. Frog (ケロロ軍曹)
- 2006: Kamisama Kazoku (神様家族)
- 2007: Lucky Star (らき☆すた)
- 2007: Baccano!
- 2008: Kyōran Kazoku Nikki (狂乱家族日記)
- 2012: Nazo no Kanojo X (謎の彼女X)
- 2014: Sailor Moon Crystal (美少女戦士セーラームーンCrystal)
- 2016: My Hero Academia (僕のヒーローアカデミア)

## Videospiele
- Kyō Fujibayashi in Clannad
- Takatsuki Yayoi in The Idolm@ster
- Sen in Granblue Fantasy